# Charlie Blackmon
Charles Cobb "Charlie" Blackmon, född 1 juli 1986 i Dallas i Texas, är en amerikansk professionell basebollspelare som spelar som outfielder för Colorado Rockies i Major League Baseball (MLB).
Han draftades först av Florida Marlins i 2004 års MLB-draft men inget kontrakt upprättades mellan parterna. Året därpå gick Blackmon åter i draften och blev vald av Boston Red Sox men även denna gång signerades det inget kontrakt. 2008 gick han en tredje gång och den här gången var det Colorado Rockies som tog hans rättigheter och tredje gången gillt så lyckades parterna komma överens om ett kontrakt, som signerades av Blackmon.
Han har vunnit bland annat två Silver Slugger Awards.